# Stigmator

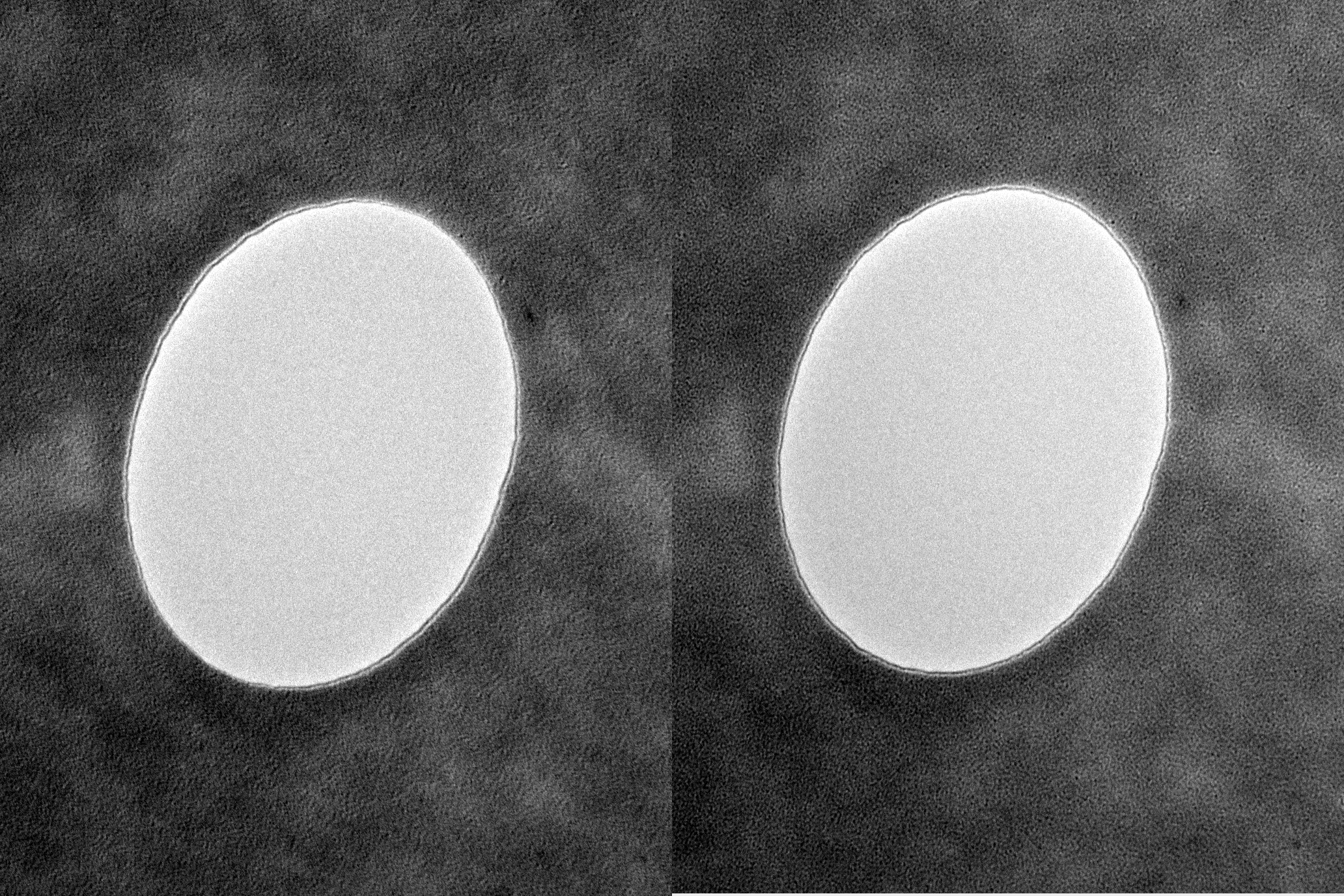
Leicht defokussierte Abbildung eines Folienloches im TEM, astigmatisch und mit Stigmator korrigiert

Ein Stigmator ist ein vorwiegend in Elektronenmikroskopen vorkommendes Bauteil, das der Beseitigung des axialen Astigmatismus der verwendeten Elektronenlinsen dient. Im Prinzip ist es eine in Stärke und Richtung veränderliche elektrostatische oder magnetische Zylinderlinse, die den durch Fertigungsfehler oder Verunreinigungen bedingten Abbildungsfehler korrigiert.
Der Stigmator wurde 1936 von Otto Scherzer beschrieben und ermöglichte es erstmals, mit dem Elektronenmikroskop bessere Abbildungen als mit dem Lichtmikroskop zu erreichen.